# Canton d'Orléans-4
Le canton d'Orléans-4 est une circonscription électorale française, située dans le département du Loiret et la région Centre-Val de Loire.

## Histoire
Le canton d'Orléans-4 a été créé par la réforme de 2014 définie par le décret du 25 février 2014. Il entre en vigueur à l'occasion des élections départementales de mars 2015.

## Représentation
| Période élective | Période élective | Mandat | Mandat   | Identité            | Nuance | Nuance | Qualité                                                                                      |
| ---------------- | ---------------- | ------ | -------- | ------------------- | ------ | ------ | -------------------------------------------------------------------------------------------- |
| 2015             | 2021             | 2015   | 2021     | Olivier Geffroy     |        | LR     | Conseiller municipal d'Orléans (dans l'opposition depuis 2020)                               |
| 2015             | 2021             | 2015   | 2021     | Alexandrine Leclerc |        | UDI    | Conseillère municipale d'Orléans jusqu'en 2020 3ème Vice-Présidente du Conseil départemental |
| 2021             | 2028             | 2021   | en cours | Baptiste Chapuis    |        | PS     | Chargé de missions Stratégie Numérique, conseiller municipal d'Orléans                       |
| 2021             | 2028             | 2021   | en cours | Karine Harribey     |        | PS     | Professeure en lycée professionnel                                                           |

### Résultats détaillés

#### Élections de mars 2015
À l'issue du 1er tour des élections départementales de 2015, deux binômes sont en ballottage : Olivier Geffroy et Alexandrine Leclerc (Union de la Droite, 36,37 %) et Baptiste Chapuis et Estelle Touzin (Union de la Gauche, 32,52 %). Le taux de participation est de 45,84 % (8 528 votants sur 18 604 inscrits) contre 49,98 % au niveau départemental et 50,17 % au niveau national.
Au second tour, Olivier Geffroy et Alexandrine Leclerc (Union de la Droite) sont élus avec 54,98 % des suffrages exprimés et un taux de participation de 43,47 % (4 120 voix pour 8 088 votants et 18 604 inscrits).

#### Élections de juin 2021
Le premier tour des élections départementales de 2021 est marqué par un très faible taux de participation (33,26 % au niveau national). Dans le canton d'Orléans-4, ce taux de participation est de 31,21 % (6 173 votants sur 19 776 inscrits) contre 32,6 % au niveau départemental. À l'issue de ce premier tour, deux binômes sont en ballottage : Florence Carré et Olivier Geffroy (LR, 28,95 %) et Baptiste Chapuis et Karine Harribey (PS, 23,36 %).
Le second tour des élections est marqué une nouvelle fois par une abstention massive équivalente au premier tour. Les taux de participation sont de 34,36 % au niveau national, 32,79 % dans le département et 30,9 % dans le canton d'Orléans-4. Baptiste Chapuis et Karine Harribey (PS) sont élus avec 52,59 % des suffrages exprimés (3 051 voix pour 6 112 votants et 19 783 inscrits),,.

## Composition
| Nom                             | Code Insee | Intercommunalité  | Superficie (km2) | Population (dernière pop. légale)                 | Densité (hab./km2) | Modifier                                    |
| ------------------------------- | ---------- | ----------------- | ---------------- | ------------------------------------------------- | ------------------ | ------------------------------------------- |
| Orléans (bureau centralisateur) | 45234      | Orléans Métropole | 27,48            | Fraction : 36 648 (2022) Commune : 116 344 (2022) | 4 234              | modifier les données · modifier les données |
| Canton d'Orléans-4              | 4516       |                   |                  | 36 648 (2022)                                     |                    | modifier les données                        |

Le canton d'Orléans-4 est une fraction cantonale de la commune d'Orléans. Il comprend la partie de la commune d’Orléans située au nord et à l’est d’une ligne définie par l’axe des voies et limites suivantes : depuis la limite territoriale de la commune de Saint-Jean-le-Blanc, cours fluvial de la Loire, pont George-V, rue Royale, rue Jeanne-d’Arc, place Sainte-Croix, rue Paul-Belmondo, rue Dupanloup, rue du Bourdon-Blanc, rue des Bouteilles, boulevard Aristide-Briand, boulevard Pierre-Segelle, boulevard Alexandre-Martin, place d'Arc, boulevard de Verdun, avenue de Paris, rue des Sansonnières, boulevard de Québec, ligne de chemin de fer, jusqu’à la limite territoriale de la commune de Fleury-les-Aubrais.

## Démographie
En 2022, le canton comptait 36 648 habitants, en évolution de +0,29 % par rapport à 2016 (Loiret : +1,89 %, France hors Mayotte : +2,11 %).
| 2013   | 2018   | 2022   |
| ------ | ------ | ------ |
| 35 982 | 37 159 | 36 648 |